# Max Homa
Max Homa (Scottsdale, 19 novembre 1990) è un golfista statunitense.
Professionista dal 2013, precedentemente giocava all'interno del circuito Web.com Tour mentre dalla stagione 2014-2015 gioca all'interno del circuito PGA Tour in cui ha vinto sei tornei. la prima vittoria risale al 2014, vincendo il torneo BMW Charity Pro-Am facente parte del circuito amatoriale Web.com Tour. Al termine della stagione finì 17° e ottenne il pass per la stagione successiva all'interno del PGA Tour, pass che perse successivamente per gli scarsi risultati. Nel 2019 e nel 2022 ha vinto il Wells Fargo Championship, in mezzo a queste vittorie ha conquistato altri due tornei del circuito PGA, vincendo, tra febbraio e settembre 2021, prima il Los Angeles Open e poi il Fortinet Championship (vinto nuovamente nel 2022).
Nel gennaio 2023 ha vinto il Farmers Insurance Open.

## Vittorie professionali (7)

### PGA Tour vittorie (6)
| Legenda            |
| Tornei Major (0)   |
| Tornei FedEx (0)   |
| Altri PGA Tour (6) |

| No. | Data              | Torneo                   | Punteggio di vittoria | To par | Margine          | Secondo                                       |
| --- | ----------------- | ------------------------ | --------------------- | ------ | ---------------- | --------------------------------------------- |
| 1   | 5 maggio 2019     | Wells Fargo Championship | 69-63-70-67=269       | −15    | 3 colpi          | Joel Dahmen                                   |
| 2   | 21 febbraio 2021  | Los Angeles Open         | 66-70-70-66=272       | −12    | vittoria playoff | Tony Finau                                    |
| 3   | 19 settembre 2021 | Fortinet Championship    | 67-72-65-65=269       | −19    | 1 colpo          | Maverick McNealy                              |
| 4   | 8 maggio 2022     | Wells Fargo Championship | 67-66-71-68=272       | −8     | 2 colpi          | Keegan Bradley Matt Fitzpatrick Cameron Young |
| 5   | 18 settembre 2022 | Fortinet Championship    | 65-67-72-68=272       | −16    | 1 colpo          | Danny Willett                                 |
| 6   | 28 gennaio 2023   | Farmers Insurance Open   | 68-70-71-66=275       | −13    | 2 colpi          | Keegan Bradley                                |

### European Tour vittorie (1)
| Legenda                 |
| Tornei Major (0)        |
| Tornei FedEx (0)        |
| Altri European Tour (1) |

| No. | Data             | Torneo                 | Punteggio di vittoria | To par | Margine | Secondo          |
| --- | ---------------- | ---------------------- | --------------------- | ------ | ------- | ---------------- |
| 1   | 12 novembre 2023 | Nedbank Golf Challenge | 66-68-69-66=269       | −19    | 4 colpi | Nicolai Højgaard |

### Partecipazioni Ryder Cup

#### Professionista
- Ryder Cup: 2023